# André Terrasse
Scènes principales
- Société nationale de musique
- Théâtre des Champs-Élysées
- Salle Pleyel
- Salle du Conservatoire
- Opéra de Tours
- Château d'Artigny
- Hans Huber-Saal Hall (Bâle)

André Terrasse, né le 26 octobre 1926 à Chamonix-Mont-Blanc et mort le 13 mars 2006 à Fontainebleau est un pianiste, soliste et interprète français.

## Biographie

### Famille
Il est le petit-fils du compositeur français Claude Terrasse et le petit-neveu du peintre Pierre Bonnard. Son père, Jean Terrasse (1892-1930) est présent dans plusieurs tableaux réalisés par Pierre Bonnard. Sa mère, Hélène van Praet (1892-1978), appartient à une ancienne famille de la noblesse belge.

### Formation et prix
En juillet 1948, il obtient un second prix de piano au Conservatoire national supérieur de musique de Paris, puis en juillet 1950, il obteint un premier prix de piano dans la classe de Marcel Ciampi, au Conservatoire national supérieur de musique de Paris, ainsi qu'un premier prix de musique d’ensemble (classe Maurice Hewitt), récompenses bientôt suivies d’un diplôme de pédagogie musicale.
En 1953, il obtient le premier prix du concours international de musique de Darmstadt. Puis, l'année suivante, il est Lauréat du concours international de Genève.

### Carrière musicale
André Terrasse est décrit dans la presse étrangère comme un « vrai poète du piano ». Au cours de sa carrière de concertiste, André Terrasse a fait découvrir de nombreuses œuvres originales de compositeurs des XIXe et XXe siècles.
Sa carrière de soliste au piano, commence en 1953, par des concerts de piano en France et à l’étranger (Suisse, Allemagne, Portugal, Belgique, Indonésie…). Il est salué par la presse française et étrangère comme l'un des meilleurs pianistes de sa génération.
Soliste à l'Office de radiodiffusion-télévision française (ORTF), il prête également son concours à de nombreuses radios étrangères.
Durant les années 1950-1960, André Terrasse se produit en duo avec le violoniste Maurice Crut,, avec lequel il enregistre en 1958 la 1re sonate pour violon et piano d'Arthur Honegger.
Le 18 novembre 1955 à l'École normale de musique de Paris, en présence de Florent Schmitt, ils jouent la 2e sonate de Georges Enesco, la « Sonate libre » de Florent Schmitt et la Sonate à Kreutzer de Beethoven : leur prestation respective leur vaut ces commentaires du critique musical Yves Hucher : « le beau coup d'archet, la parfaite justesse, la très belle sonorité de Maurice Crut ; la précision, la finesse, la diversité du jeu d'André Terrasse ».
S'attachant plus particulièrement à mieux faire connaître la musique de leurs temps, on leur doit plusieurs créations d'œuvres contemporaines, parmi lesquelles la 2e sonate de Marcel Mihalovici donnée le 16 mars 1956 à l'École normale de musique de Paris, la Fantasy pour violon et piano du compositeur américain Donald Harris (en), jouée le 11 avril 1962 à un concert de la Société nationale de musique, et la diffusion de pages jamais ou rarement jouées telles la Sonate en mi bémol majeur de Paul Hindemith, la Sonate op. 80 de Sergueï Prokofiev, la Sonatine d'Henry Barraud, la Sonate de Guillaume Lekeu. En février 1959, lors d'un concert au Conservatoire de musique de Genève, organisé par la Société internationale pour la musique contemporaine, le duo fait découvrir au public suisse des œuvres d'Honegger, Messiaen, Bartok et Webern. Néanmoins le répertoire classique reste aussi au programme, comme Schubert joué en 1956 au Théâtre des Champs-Élysées.
En 1963, André Terrasse enregistre les Petites scènes familières pour piano, composées en 1893 par son grand-père Claude Terrasse.
En janvier 1964, André Terrasse interprète, à la Salle du Conservatoire, en duo avec Maurice Crut, quatre sonates pour piano et violon de l'école contemporaine (Claude Delvincourt, Marcel Mihalovici, Arthur Honegger, Georges Enesco). Ceci pour le trentième anniveraire de l'association musicale du Triptyque, fondée par le musicien Pierre d'Arquennes.
En 1971, il fonde l'école municipale de musique de Montereau, qu'il préside. Il est membre du jury du Conservatoire national supérieur de musique et de danse de Paris.

### Mort
Il meurt le 13 mars 2006, à l'âge de 79 ans, à Fontainebleau. Il est inhumé au cimetière de Nonville (Seine-et-Marne).

## Hommages
En mars 1966, le Basler Nachrichten (aujourd'hui Basler Zeitung) décrit André Terrasse en ces termes : « Un vrai poète du piano. Rencontrer un musicien d'une aussi haute culture que celle du pianiste parisien André Terrasse fait certainement partie, dans le domaine des concerts, des événements rares.»
La salle Pleyel écrit à propos du pianiste : « André Terrasse (petit-fils du délicieux compositeur Claude Terrasse), a, à la fois, la chance et le handicap de porter un nom connu. Mais a assez de qualités pour que son prénom le devienne : sensibilité, style, intelligence des textes, toucher délicat, excellence technique.»
« Les samedis musicaux du Château d'Artigny. Un grand nom, un grand artiste : André Terrasse. Son récital devait laisser une très forte impression sur son auditoire. Et de fait, nous n'avons eu que rarement l'occasion d'entendre des interprétations d'une qualité aussi rare, aussi conforme à ce que Alfred Cortot ne cessait de répéter à ses disciples : "Je voudrais un jeu libre, assuré, viril, à condition, bien sûr, que la poésie soit précieusement gardée : c'est un don de Dieu...".»
« André Terrasse brasse le clavier de fières pattes léonines, avec la sûreté d'un illustre fauve.»
René Dumesnil, dans Le Monde, écrit en 1955 : « Le programme composé par MM. Maurice Crut, violoniste, et André Terrasse, pianiste, était conçu - rare mérite - dans l'évident dessein de faire entendre de grands et beaux ouvrages aujourd'hui trop peu souvent joués, parce qu'ils exigent sans doute des virtuoses un effort désintéressé.»
Toujours dans Le Monde, Jean-Jacques Normand écrit, en 1965, au sujet du duo Terrasse-Crut : « Une équipe exemplaire, aussi bien pour la profonde entente des deux partenaires que pour leur intelligence de chaque style et leur souci de servir uniquement et pleinement la musique. Cela n'implique aucun parti pris d'austérité, mais le simple refus de toute exagération, de tout effet qui ne naîtrait pas du texte lui-même. Devant cette humilité de la maîtrise, comment l'auditeur, à son tour, ne se sentirait-il pas convié à une attention sans faille? Cette écoute active, cette "adhésion silencieuse" dont parlait Mozart et qu'il préférait à tous les applaudissements, Crut et Terrasse l'obtiennent aussitôt.»

## Pour approfondir